# 三協
株式会社三協（さんきょう、Sankyo Co.,Ltd.）は、静岡県富士市にある健康食品、化粧品受託製造及び小分け包装、カプセル製造機械設計と販売、健康食品企画開発を事業内容とした健康食品受託製造会社。
営業品目はソフトカプセル、ハードカプセル、錠剤、顆粒他各種包装 (PTP包装、三方包装、スティック包装、ピロー包装、瓶詰包装、袋詰包装等)、カプセル自動充填機、自動検査機及び周辺装置製造がある。

## 沿革
| 年     | 月   | 概要 |
| ------ | ---- | --- |
| 1963年 | 5月  | 三協機械製作所として静岡県富士市浅間上町にて創業 |
| 1969年 | 5月  | 株式会社三協機械製作所に改組 |
| 1973年 | 8月  | 「ソフトカプセル自動機」開発・発売 |
| 1976年 | 11月 | 「ソフトカプセル自動機」輸出開始 |
| 1983年 | 6月  | 本社を静岡県富士市大渕に移転、同所に本社工場設立 ソフトカプセルの受託業務を開始                                                                                    |
| 1984年 | 8月  | 「シームレスカプセル自動機」開発・発売 |
| 1985年 | 10月 | 株式会社三協機械製作所改め株式会社三協発足 |
| 1986年 | 4月  | 「小型ソフトカプセル自動機」開発・発売 |
| 1990年 | 10月 | 静岡県富士市浅間上町ビル竣工 |
| 1995年 | 9月  | 研究用ソフトカプセル自動機「大型ソフトカプセル自動機」開発・発売                                                                                                   |
| 1996年 | 1月  | 静岡県富士市伝法にソフトカプセル専用桜ヶ丘工場竣工 |
|        | 5月  | ハードカプセル受託製造開始 |
| 1998年 | 8月  | 東京都中央区京橋に東京営業所開設 |
|        | 12月 | 化粧品製造業取得 |
| 1999年 | 11月 | カプセル充填機製造部門 ISO9001認証取得 |
| 2000年 | 6月  | 「世界最小ロータリー式ソフトカプセル研究試作機」開発･販売 |
|        | 11月 | 静岡県富士市伝法にソフトカプセル専用日の出工場竣工 |
| 2001年 | 7月  | ソフトカプセルサーボモーター装備の自動機開発 |
|        | 12月 | 日の出工場に健康食品用倉庫増設 |
| 2002年 | 11月 | 本社 旧桜ヶ丘工場地へ移転 日の出工場に健康食品部を統合 ソフトカプセル・ハードカプセル・錠剤･顆粒・各種小分け包装一貫製造工場として稼動                             |
| 2005年 | 12月 | 日の出工場 日健栄協ＧＭＰ認定取得 一貫工程（錠剤、ソフトカプセル、ハードカプセル）                                                                                 |
| 2006年 | 5月  | 静岡県富士宮市杉田に機械部富士見工場竣工 ソフトカプセル・ハードカプセル・錠剤自動検査機の量産体制強化                                                              |
| 2007年 | 6月  | 日の出工場 ISO22000認証取得 認証範囲「ビタミン、ミネラル、ハーブなど健康食品（ソフトカプセル、ハードカプセル、錠剤、顆粒、粉末）の受注、開発、製造、検査及び包装」 |
| 2009年 | 6月  | 日の出工場敷地内（静岡県富士市伝法）に顆粒専用工場竣工 |
| 2010年 | 9月  | 日の出工場 有機ＪＡＳ認定取得 |
| 2014年 | 4月  | 日の出工場にソフトカプセル専用棟を竣工 |
|        | 12月 | 米国ＮＳＦの審査を経て、ｃＧＭＰ施設登録（日の出第４工場） |
| 2015年 | 4月  | 本社工場 日健栄協ＧＭＰ認定取得 一貫工程（錠、ソフトカプセル、ハードカプセル、顆粒、粉末）                                                                         |
|        | 11月 | 米国ＮＳＦの審査を経て、ｃＧＭＰ施設登録（日の出第３工場） |
| 2017年 | 1月  | 東京都中央区八重洲に東京営業所移転 |
| 2018年 | 4月  | 島根県川本町に新工場竣工 |
|        | 11月 | 島根川本工場 日健栄協ＧＭＰ認定取得 製剤工程（ソフトカプセル） |
| 2019年 | 1月  | 米国ＮＳＦの審査を経て、ｃＧＭＰ施設登録（島根川本工場） |
|        | ７月 | 島根川本工場 日健栄協ＧＭＰ認定取得 一貫工程（錠、ソフトカプセル、顆粒、粉末）                                                                                     |
|        | 12月 | 包装専用の大渕工場（静岡県富士市大淵）竣工 |
| 2020年 | 10月 | 日の出工場 ＦＳＳＣ２２０００登録 |

## 事業所・工場一覧
- 本社(静岡県富士市)
- 富士見工場(静岡県富士宮市)
- 日の出工場(静岡県富士市)
- 島根川本工場(島根県邑智郡川本町)
- 大渕工場(静岡県富士市)
- 東京営業所(東京都中央区)